# Красное (Березовский район)
Красное (укр. Красне) — село, входящее в Анатольевский сельский совет Березовского района Одесской области Украины.
Население по переписи 2001 года составляло 38 человек. Почтовый индекс — 67350. Телефонный код — 4856. Занимает площадь 0,469 км². Код КОАТУУ — 5121280404.

## История
Согласно сб. «Українська РСР.Административно-теріторіальний поділ на 01 вересня 1946 року» на территории современного Анатольевского сельского совета существовали два сельских совета, которые входили в состав Жовтневого района Одесской области:
1) Анатольевский сельский совет Жовтневого района Одесской области, в который входили следующие населенные пункты — с. Анатольевка, хут. Спиридонов, хут. Червонобаговица.
2) Антоновский сельский совет Жовтневого района Одесской области, в который входили следующие населенные пункты — с. Антоновка, с. Бирюково, с. Дубово Первое, с. Дубово Второе, с. Ново-Крыжановка, с. Ново-Украинка, с. Перекоп, хут. Василенков, хут. Веселый.
Согласно сб. «Українська РСР.Административно-теріторіальний поділ на 01 січня 1972 року» в состав Анатольевского сельского совета входили следующие населенные пункты — с. Анатольевка, с. Антоновка, с. Веселое, с. Красное, с. Кринички, с. Шутово.

## Население и этнический состав
По данным переписи населения Украины 2001 года распределение населения по родному языку было следующим (в % от общей численности населения):
По Анатольевскому сельскому совету: украинский — 50,51 %; русский — 47,66 %; молдавский — 1,32 %; белорусский — 0,10 %; болгарский — 0,10 %; гагаузский — 0,10 %.
По селу Анатольевка: русский — 76,25 %; украинский — 22,55 %; молдавский — 0,52 %; белорусский — 0,17 %; болгарский — 0,17 %.
По селу Антоновка: украинский — 84,75 %; русский — 10,59 %; молдавский — 4,24 %; гагаузский — 0,42 %.
По селу Веселое: украинский — 100,00 %.
По селу Красное: украинский — 100,00 %.

## Местный совет
67320, Одесская обл., Березовский р-н, с. Анатольевка, ул. Центральная, 48